# 1956–1957-es magyar jégkorongbajnokság
A 20. első osztályú jégkorongbajnokságban öt csapat szerepelt. Ezúttal a Bp. Szikra nem indult el, a Törekvés játékosai pedig a BVSC szineiben léptek jégre. Az 1956-os forradalom rányomta bélyegét a jégkorong küzdelmekre is. A Bp. Kinizsi öt év után ismét Ferencvárosként, a Vörös Meteor Bp. Meteorként, a Bp. Dózsa Újpesti Dózsaként szerepelt. A forradalom és az egyesületek külföldi túrái miatt a bajnokságra kevés idő maradt, így egy kör után avattak bajnokot.
A mérkőzéseket 1957 február közepén illetve március 11. és 21. között rendezték meg a Millenárison. A bajnokságot a Bp. Meteor nyerte az újonc BVSC és az Újpest előtt. Az érmekről döntő mérkőzések szoros eredménnyel végződtek.

## OB I. 1956–1957
|    | Csapat        | M | GY | D | V | GK    | Pont |
| -- | ------------- | - | -- | - | - | ----- | ---- |
| 1. | Bp. Meteor    | 4 | 4  | 0 | 0 | 18–4  | 8    |
| 2. | BVSC          | 4 | 3  | 0 | 1 | 15–7  | 6    |
| 3. | Újpesti Dózsa | 4 | 2  | 0 | 2 | 19–12 | 4    |
| 4. | Ferencváros   | 4 | 1  | 0 | 3 | 15–22 | 2    |
| 5. | Bp. Építők    | 4 | 0  | 0 | 4 | 7–29  | 0    |

## A Budapesti Meteor bajnokcsapata
Benedek Gábor, Egri János, Havas Róbert, Kenderesi Balázs, Kun György, Martinuzzi Béla, Patócs Antal, Patócs György, Patócs Péter, Pásztor György, Szeghy Ferenc, Tichy Lajos, Újfalussy II. Ervin, Vagyóczky István, Varga József
Edző:  id. Czerva László